# Kozia Góra (Wysoczyzna Elbląska)
Kozia Góra – wzniesienie o wysokości 130,6 m n.p.m. na Wysoczyźnie Elbląskiej, położone w woj. warmińsko-mazurskim, w powiecie elbląskim, na obszarze gminy Milejewo.
Według przedwojenny map niemieckich wysokość wzniesienia wynosi 130,6 m n.p.m., zaś według rozporządzenia zmieniającego nazwę 131 m n.p.m.
Nazwę Kozia Góra wprowadzono w 1958 roku zastępując niem. Ziegen Berg.
Na północny wschód od wzniesienia w odległości ok. 2 km znajduje się miejscowość Pomorska Wieś.